# Bertha Pappenheim
Bertha Pappenheim (Viena, 27 de febrero de 1859-Neu Isenburg, 28 de mayo de 1936) fue una feminista judía de nacionalidad austríaca  que alcanzó renombre como defensora y pionera de los derechos de la mujer y del niño. Es, sin embargo, más conocida con el pseudónimo Anna O. y por haber sido, a los 21 años de edad, la primera paciente tratada con el método catártico creado por Joseph Breuer, método que a la larga se convertiría en el precursor del psicoanálisis. 
Su caso clínico aparece relatado en el tratado Estudios sobre la histeria, escrito y publicado en 1895 por Breuer y Sigmund Freud.

## Relación con el psicoanálisis
Bertha Pappenheim ha pasado a la historia del psicoanálisis como la persona que facilitó el descubrimiento del método catártico, germen del futuro método psicoanalítico. A través de la narración de su caso clínico, se observa con claridad cómo Breuer improvisa y modifica el tratamiento de acuerdo con el extravagante cuadro sintomático de su paciente. Se podría decir por tanto que Breuer no aplicó el método catártico con Anna O., sino que lo fue improvisando sobre la marcha al tener que adaptarse a la conducta y sintomatología de su joven paciente y gracias a sus observaciones y comentarios. En este sentido, merece la pena destacar que fue la misma Pappenheim la que describía el procedimiento curativo como deshollinar la chimenea o cura del habla que, no lo olvidemos, fue como acabaría denominándose al psicoanálisis.
Uno de los aspectos más discutidos del caso de Ana O. es el fenómeno de la transferencia, en el cual la paciente, Bertha Pappenheim, desarrolló sentimientos ambiguos hacia su médico, Josef Breuer. Estos sentimientos variaban entre el deseo de proximidad y la hostilidad. Los relatos indican un episodio notable en el que Ana O. habría manifestado delirios, llegando a sugerir un embarazo imaginario de Breuer. Este incidente generó incomodidad en la familia y entre los médicos involucrados, además de plantear cuestiones éticas sobre la influencia emocional en la relación entre médico y paciente. Sigmund Freud, quien discutía el caso con Breuer, reconoció en la transferencia un aspecto fundamental para el proceso terapéutico, interpretándolo como la manifestación de deseos inconscientes hacia la figura del terapeuta. Este concepto se convertiría en uno de los pilares del psicoanálisis, siendo posteriormente explorado y profundizado en los estudios de Freud sobre el tratamiento de las neurosis.
Al acabar el tratamiento catártico, siguió adoleciendo de diferentes síntomas psíquicos y orgánicos, y fue internada en un centro psiquiátrico del que, una vez recuperada, se consagró como una ferviente feminista y se dedicó a la lucha por los derechos sociales. Dirigió un orfanato en Fráncfort del Meno y fundó la liga de mujeres judías.